# Михайлов, Владимир (болгарский певец)
Владимир Михайлов (болг. Владимир Михайлов) — болгарский певец, автор песен, актёр театра и кино. Бывший фронтмен групп «Сафо», «Сленг» и «Angel sky». Бэк-вокалист Кристиана Костова на Евровидении 2017 в Киеве. Как актер, он сыграл в крупнейших болгарских фильмах 2017 года - «Бензин», «Възвишение» и «Нокаут или Всичко, което тя написа». Михайлов входит в группу к БНТ1 в передачу «Ночные птицы». У него также есть роли в нескольких мюзиклах, включая Иуду в «Иисус Христос — суперзвезда». Его приглашают сыграть в одной из главных ролей в предстоящем мюзикле «Mamma Mia». Его голос звучит в болгарские версии мультфильмов «Холодное сердце», «Рапунцель: Запутанная история», «Маппеты» и другие. Член группой «Equinox», представитель Болгарии на Евровидении 2018 в Лисабоне с песней «Bones».